# Алмазне (селище)
Алма́зне — селище в Україні, Макіївської міської громади Донецького району Донецької області. Населення становить 40 осіб. Відстань до Макіївка становить близько 24 км і проходить автошляхом місцевого значення.

## Населення

### Мова
Розподіл населення за рідною мовою за даними перепису 2001 року:
| Мова       | Кількість | Відсоток |
| ---------- | --------- | -------- |
| українська | 30        | 75%      |
| російська  | 10        | 25%      |
| Усього     | 40        | 100%     |

За даними перепису 2001 року населення селища становило 40 осіб, з них 75% зазначили рідною мову українську та 25% — російську.